# Mutter (menedżer okien)
Mutter – menedżer okien, który zastąpił w GNOME 3 Metacity. Jego wtyczką jest GNOME Shell. Jego nazwa jest zbitką słowną „Metacity Clutter”; Mutter używa biblioteki graficznej Clutter i wspiera też OpenGL.
Mutter może działać jako samodzielna aplikacja dla środowisk graficznych podobnych do GNOME lub jako główny menedżer okien dla GNOME Shell, które jest integralną częścią GNOME 3. Można rozszerzać jego funkcjonalność za pomocą wtyczek i wspiera wiele efektów wizualnych.

## Historia
Mutter został pierwotnie opracowany przez firmę Intel dla platformy Moblin. Intel wykorzystał jako podstawę używany w GNOME 2 menedżer okien Metacity i połączył go z biblioteką programistyczną Clutter, tak aby umożliwić wykorzystanie funkcji używających przyspieszania opartego na OpenGL, skąd pochodzi nazwa „Metacity Clutter”.
Clutter oraz jego wtyczki zostały napisane głównie w C i JavaScript

## Zastosowanie
Moblin jest stosowany w Moblin i MeeGo dla netbooków, w których jedynym zgodnym z nimi menedżerem okien jest Mutter. Mutter jest też używany w innych wariantach MeeGo, które nie wymagają innych menedżerów okien. Oprócz tego jest stosowany jako domyślny menedżer okien GNOME 3
Stosowane w Ubuntu 10.10 Unity jest oparte na Mutter.

## Wydajność
W czerwcu 2010 Phoronix przeprowadził testy, w których wykazał, że w czasie używania kompozytowych menedżerów okien Compiz i Mutter, spadła szybkość działania gier.

## Krytyka
W wielu przypadkach głęboka integracja Mutter w GNOME 3.0 jest postrzegana jako problem, ponieważ niemożliwe jest wykorzystywanie innego menedżera okien.